# Liste der Monuments historiques in Souzay-Champigny
Die Liste der Monuments historiques in Souzay-Champigny führt die Monuments historiques in der französischen Gemeinde Souzay-Champigny auf.

## Liste der Bauwerke
| Bezeichnung              | Beschreibung                   | Standort | Kennzeichnung | Schutzstatus | Datum | Bild |
| ------------------------ | ------------------------------ | -------- | ------------- | ------------ | ----- | ---- |
| Kirche St-Maurice        | Erbaut im 12. Jahrhundert      | (Lage)   | PA00109369    | Classé       | 1949  |      |
| Herrenhaus La Vignolle   | Erbaut im 15. Jahrhundert      | (Lage)   | PA00109421    | Inscrit      | 1990  |      |
| Domaine de la Bien-Boire | Erbaut im 17./18. Jahrhundert  | (Lage)   | PA00109443    | Inscrit      | 1991  |      |
| Le Clos Cristal          | Weinberg mit Haus, erbaut 1896 | (Lage)   | PA49000083    | Inscrit      | 2011  |      |

## Liste der Objekte
- Monuments historiques (Objekte) in Souzay-Champigny in der Base Palissy des französischen Kultusministeriums